# Фурта Юрій Ярославович
Ю́рій Яросла́вович Фу́рта (нар. 31 травня 1988, Львів) — український футболіст, нападник.
Найкращий бомбардир молодіжної першості України 2009/10.

## Спортивна кар'єра
Вихованець СДЮШОР «Карпати». У 2005—2008 роках був основним гравцем «Карпат-2», проте в основну команду пробитися не зміг.
У чемпіонаті України дебютував 30 серпня 2008 року в матчі «Харків» — «Карпати», який завершився з рахунком 1:1. У цьому матчі Фурта на 75-й хвилині замінив Ігоря Худоб'яка, а на 83-й хвилині зрівняв рахунок. Наприкінці серпня фанати «Карпат» визнали його найкращим гравцем місяця.
У липні 2010 року на правах оренди перейшов у ПФК «Олександрія» до кінця року. На початку 2011 року був відданий в оренду в білоцерківський «Арсенал» до кінця сезону. 
Із 2011 до 2012 року виступав за бурштинський "Енергетик".
З 2012 по 2014 рік грав за чернігівську «Десну». У квітні 2015 року перейшов до складу аматорського клубу «Рух» (Винники).
У лютому 2016 року став гравцем аматорського польського «П'яста» з міста Жміґруда, але вже влітку того ж року залишив команду.

## Кар'єра в збірних
Провів 2 матчі за молодіжну збірної України, забив 1 м'яч.

## Особливості
Невисокий нападник, який завдяки високій швидкості може легко відірватися від захисників.
Навчався у Львівській комерційній академії на факультеті менеджменту.